# Vojtěška (pramen)

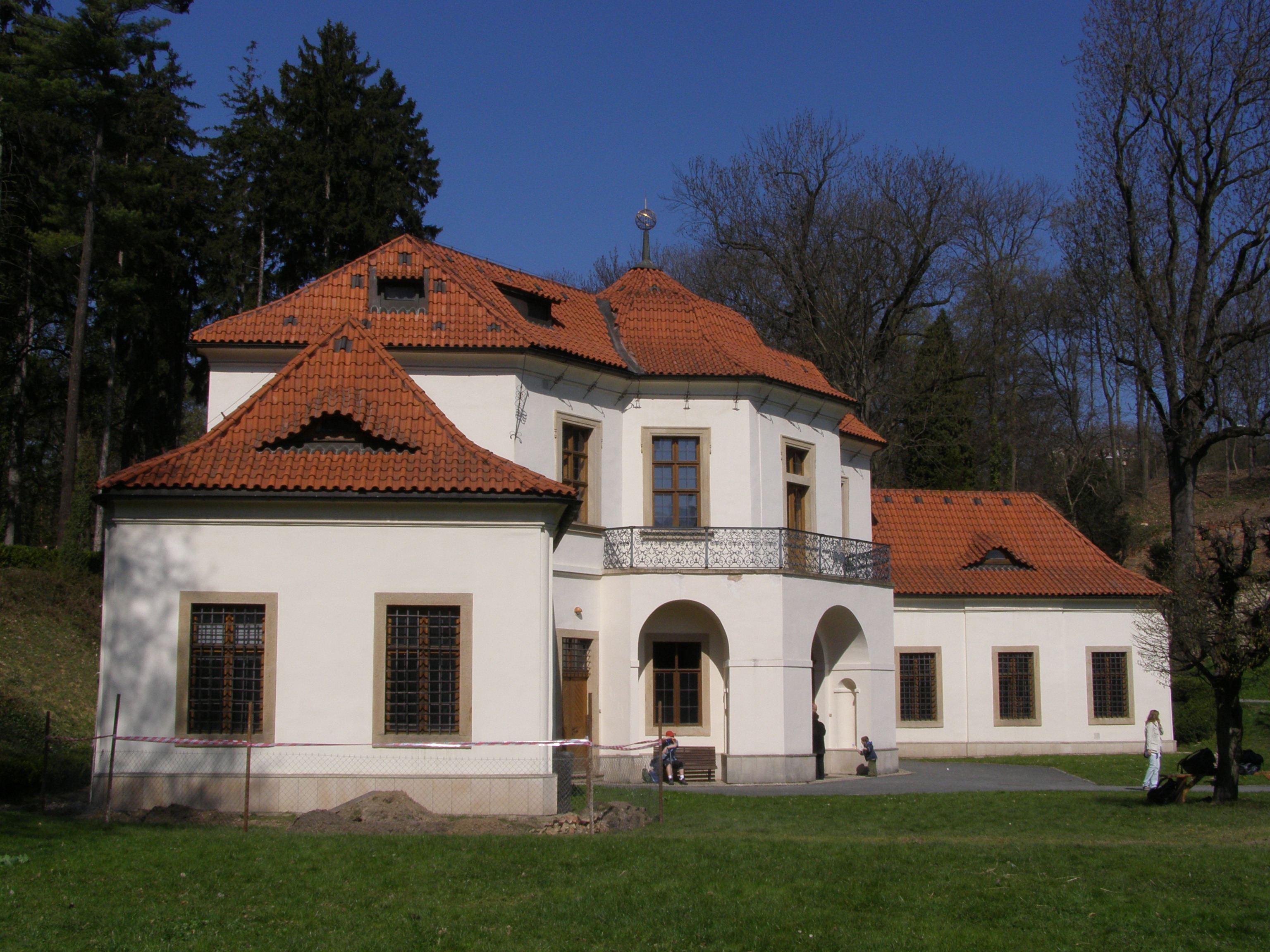
Pavilon Vojtěška postavený nad pramenem v zahradě břevnovského kláštera

Pramen Vojtěška je pramenem potoka Brusnice a vyvěrá v Praze 6–Břevnově. Nachází se v Markétské zahradě při břevnovském klášteře severozápadně od kostela svaté Markéty. Je pojmenován podle biskupa Vojtěcha, který u něj roku 993 založil klášter. Studánka a stavba nad ní je spolu s klášterem nemovitou kulturní památkou.

## Historie
Podle pověsti se u tohoto pramene sešli roku 993 kníže Boleslav II. a biskup Vojtěch. Údajně měl kníže Boží vnuknutí a na místě tohoto setkání byl poté založen břevnovský klášter.
Nad pramenem stojí pavilon, jehož jádro je raně gotické. Pozdější barokní přestavba byla upravena v 1. polovině 18. století, kdy došlo k rozšíření stavby. Přibližně v polovině 19. století bylo nad pramen umístěno sousoší „Setkání Boleslava II. se svatým Vojtěchem“ zhotovené kolem roku 1750. Tato plastika se ztratila.

## Voda
Voda v prameni je pravděpodobně chemického typu vápenato–hořečnato–uhličitano–síranového typu. Má neutrální pH a středně vysokou mineralizaci. Úplný chemický rozbor na hlavní kationy a anionty nebyl proveden.
Obsahy dusičnanů jsou vyšší o 15 %, než připouští vyhláška č. 252/2004 Sb. o pitné vodě. Jsou zde nárazově zvýšené počty koliformních bakterií a Enterokoků, způsobené průsakem fekální a povrchové vody. Antropogenní kontaminanty – těžké a toxické kovy, ropné látky a chlorované uhlovodíky – nebyly sledovány.
Vydatnost pramene je do 0,2 l/s a postupně klesá, což je způsobeno sníženými ovzdušnými srážkami.